# Veliki komet iz leta 568
Véliki komet iz leta 568 (oznaka C/568 O1) je komet, ki so ga opazili 3. septembra leta 568 .
Nazadnje so ga videli 5. novembra leta 568.
Opazovali so ga lahko 63 dni. Njegova tirnica je bila parabolična, njen naklon pa 4°. Prisončje se je nahajalo na oddaljenosti 0,87 a.e. od Sonca. Skozi prisončje je letel 27. avgusta 568 .